# Valentina Tolkunova
Valentina Vasil'evna Tolkunova (in russo Валентина Васильевна Толкунова?; Armavir, 12 luglio 1946 – Mosca, 22 marzo 2010) è stata una cantante russa.

## Biografia
All'età di 18 anni entrò all'Università statale moscovita di arte e cultura e in seguito studiò all'Istituto musicale Gnesin. Dal 1966 fu membro dell'orchestra di Jurij Saul'skij come cantante jazz. A partire dal 1971 cominciò a registrare canzoni per la serie TV russa Den' za dnëm (Giorno dopo giorno). L'anno successivo si consacrò definitivamente cominciando a riscuotere successo nelle radio e nelle TV. Ha pubblicato 13 album in oltre trent'anni di carriera ed è stata insignita dei titoli di Artista benemerita (1979) e di Artista del Popolo della RSFS Russa (1987).
Fu una delle più famose artiste di Pesnja goda, il principale festival sovietico e poi russo, a cui partecipò distinguendosi per le sue ballate sentimentali cantate con una voce chiara e spesso con dei costumi tradizionali come abbigliamento.
È morta nel 2010 a causa di un tumore al cervello, dopo essere stata in coma per più di un mese.